# Daniela Vaca
Daniela Vaca (* 15. März 2004) ist eine bolivianische Leichtathletin, die sich auf den Weit- und Dreisprung spezialisiert hat, aber auch im Sprint an den Start geht.

## Sportliche Laufbahn
Erste internationale Erfahrungen sammelte Daniela Vaca im Jahr 2023, als sie bei den U20-Südamerikameisterschaften in Bogotá mit 12,50 s in der Vorrunde im 100-Meter-Lauf ausschied und mit der bolivianischen 4-mal-100-Meter-Staffel in 48,04 s den fünften Platz belegte. Auch mit der 4-mal-400-Meter-Staffel gelangte sie mit 3:58,98 min auf Rang fünf. Im Jahr darauf belegte sie bei den Hallensüdamerikameisterschaften in Cochabamba mit 5,85 m den siebten Platz im Weitsprung und wurde im Dreisprung mit 11,74 m Sechste. Im September belegte sie bei den U23-Südamerikameisterschaften in Bucaramanga mit 5,80 m den fünften Platz im Weitsprung. 2025 belegte sie bei den Hallensüdamerikameisterschaften in Cochabamba mit 5,92 m den sechsten Platz im Weitsprung und brachte im Dreisprung keinen gültigen Versuch zustande.
2024 wurde Vaca bolivianische Meisterin im Weitsprung.

## Persönliche Bestleistungen
- 100 Meter: 12,45 s (+1,8 m/s), 10. November 2023 in Asunción
- Weitsprung: 6,03 m (+1,2 m/s), 21. April 2024 in Cochabamba
- Dreisprung: 12,04 m (−0,3 m/s), 8. Juni 2024 in Cochabamba